# Paarse toorts
Paarse toorts (Verbascum phoeniceum) is een 60–120 cm hoge plant uit de helmkruidfamilie (Scrophulariaceae).
De brede bladeren zijn donkergroen. De bloemen kunnen violet, roze of paars zijn. Met een bloeiperiode van mei tot juni bloeit deze soort iets eerder dan veel andere soorten in dit geslacht. In de herfst kan de plant een korte tweede bloeiperiode doormaken.
De plant komt van nature voor in Midden-Europa. In de Benelux komt de plant niet in het wild voor, al kunnen zaden wel via de handel besteld worden en treft men de plant dan ook incidenteel wel in tuinen aan.
Voor de tuin zijn verschillende cultivars ontwikkeld:
- Verbascum phoeniceum 'Flush of White' met witte bloemen
- Verbascum phoeniceum 'Rosetta'  met roze bloemen
- Verbascum phoeniceum 'Violetta' met violette bloemen
- Verbascum phoeniceum 'Wild Form' met bloemen in perzikroze, rozerood, paars, violetblauw en wit. 80 cm hoog. Bloei van juni tot augustus.

De plant is waardplant voor Shargacucullia prenanthis.
... · 
V. blattaria (Mottenkruid) · 
V. densiflorum (Stalkaars) · 
V. lychnitis (Melige toorts) · 
V. nigrum (Zwarte toorts) · 
V. phlomoides (Keizerskaars) · 
V. phoeniceum (Paarse toorts) · 
V. pulverulentum (Vlokkige toorts) · 
V. sinuatum · 
V. thapsus (Koningskaars) · 
...